# Marcas de enunciación (cine)
Las marcas de enunciación son aquellas que rebasan el conocimiento de los personajes en cualquier film o película. Un ejemplo fácil de esto sería la música en las películas, ya que al oírla el espectador se puede hacer una idea de lo que va a suceder mientras que el personaje es totalmente ajeno a esto. Hay tres tipos de marcas (personales, espaciales y temporales). Estas tres marcas son inestables, ya que dependen del contexto de enunciación y permiten que el espectador reconozca el personaje, el lugar y el tiempo ficticios en que se produce la acción o acciones de una película. 

## Diégesis y mímesis
La diégesis es un relato en el que el poeta o narrador habla en su nombre; es decir, se menciona a sí mismo. Por el contrario, mímesis es cuando el poeta se esfuerza por dar la ilusión de que no habla; es decir, los hechos se cuentan solos. Platón hacía una distancia entre diégesis y mímesis.

## Distinción entre el saber y el ver
La focalización (saber) designa el saber respecto a un personaje. La focalización es acompañar al personaje narrativamente; sería el personaje cuya óptica orienta el enfoque narrativo. Qué sabe el personaje y qué sabe el espectador en relación con los otros personajes. Se relaciona con la gestión del saber por parte del narrador, el personaje y el espectador.
La ocularización (ver) caracteriza la relación entre lo que la cámara muestra y el personaje ve. Lo que nosotros y el personaje vemos, ya sepamos o no lo mismo.

## Tipos de focalización
Los distintos tipos de focalización son: 
- Focalización interna: el narrador no dice más de lo que sabe el personaje. El narrador sabe tanto como el personaje. Entonces la focalización coincide con la conciencia del personaje.

- Focalización externa: el narrador sabe menos de lo que sabe el personaje. La focalización no se identifica con un personaje y se confunde con el "ojo de una cámara". Este tipo de focalización es muy frecuente en el inicio de una película.

- Focalización espectatorial: el narrador sabe más de lo que sabe el personaje. El narrador tiene en sus manos el poder de dar más conocimiento a los espectadores y así saber más que los propios personajes. Este uso de focalización predomina en el género de suspense o en el género cómico.

Lo más normal y general en cualquier película es que la focalización varíe a lo largo del relato en función de las emociones o los sentimientos que se quieran transmitir.